# WRESTLE PETER PAN 2020【DAY1】
『WRESTLE PETER PAN 2020【DAY1】』（レッスルピーターパン2020【DAY1】）は、日本のプロレス団体DDTプロレスリングによってDDT TV SHOWスタジオで行われた興行。

## 概要
- DDTオフィシャルサイトのWRESTLE UNIVERSEで配信された興行。

## 試合
| オープニングマッチ DDTにレギュラー参戦したい選手によるシングルマッチ 30分一本勝負     |                                                 |                                            |
| ◯島谷常寛                                                                             | 5分40秒 逆打ち                                  | 立花誠吾●                                  |
| 第二試合 30分一本勝負                                                                 |                                                 |                                            |
| 石井慧介 ●HARUKAZE                                                                    | 8分57秒 ジャーマン・スープレックス・ホールド    | 大和ヒロシ 安納サオリ◯                     |
| 第三試合 30分一本勝負                                                                 |                                                 |                                            |
| ◯高尾蒼馬 マッド・ポーリー                                                            | 10分22秒 ダイビング・フットスタンプ→片エビ固め  | 中村圭吾 岡谷英樹●                         |
| 第四試合 時間無制限一本勝負 新潟女子プロレス（#njpw）プレ旗揚げ戦 in 坂井精機株式会社 |                                                 |                                            |
| ◯ 水戸悠夏子                                                                          | 4分18秒 ビューティフル・クロスボディ→片エビ固め | ポコたん●                                  |
| 第五試合 30分一本勝負                                                                 |                                                 |                                            |
| 秋山準 ●渡瀬瑞基                                                                      | 13分19秒 スピア→片エビ固め                      | 彰人 飯野雄貴◯                             |
| 第六試合 DDTvs金剛全面対抗戦！ 30分一本勝負                                           |                                                 |                                            |
| 高木三四郎 樋口和貞 ●松永智充                                                         | 19分19秒 トルネードクラッチ                     | 拳王 マサ北宮 覇王◯                        |
| セミファイナル DDT UNIVERSAL選手権ハードコア3WAYマッチ 60分一本勝負                   |                                                 |                                            |
| ◯佐々木大輔 （第2代王者）                                                             | 24分12秒 佐々木式ウラカンラナ                   | 木高イサミ （挑戦者） 勝俣瞬馬● （挑戦者） |
| 第2代王者が3度目の防衛に成功                                                          |                                                 |                                            |
| メインイベント～TOKYO 2020 LAST MAN STANDING 時間無制限一本勝負                       |                                                 |                                            |
| ●ヨシヒコ                                                                             | 15分4秒 爆発                                    | 竹下幸之介◯                                |